# François Perrier (artiste)
Pour les articles homonymes, voir François Perrier et Perrier.

François Perrier né à Pontarlier vers 1594 et mort à Paris le 2 novembre 1649 est un peintre et graveur franc-comtois.
Actif en Italie, à Lyon et à Paris, il est un des cofondateurs de l'Académie royale de peinture et de sculpture.

## Biographie

### Famille
François Perrier est né, selon son contrat de mariage, à Pontarlier, en Franche-Comté, alors en terre d'Empire sous la souveraineté de la couronne d'Espagne, vers 1594 : l’acte de décès du 2 novembre 1649 indique en effet qu’il est « âgé de cinquante-cinq ans » à sa mort,. Il a un frère, Guillaume Perrier, également peintre.
Il se marie en 1648, a un fils.
Il meurt subitement en novembre 1649,.

### Formation
François Perrier apprend le dessin auprès de son père peintre et non comme il a été cru, orfèvre, et part vers 1620 à Lyon, où il se forme dans l'atelier d'Horace Le Blanc,.
Fin 1623, il part pour Rome, où il entre dans l'atelier du peintre Giovanni Lanfranco. Il commence à travailler à fresque pour le dôme de l'église Sant'Andrea della Valle, mais il est très difficile de savoir ce qui lui revient dans les œuvres de Lanfranco de cette époque. Il est possible qu'il ait alors vécu dans la maison de Simon Vouet, où se trouvaient également Charles Mellin et Claude Mellan. Il est reçu à l'Accademia di San Luca dont Vouet était le directeur (principe) de 1624 à 1627. Il rentre à Paris en 1630, après un séjour à Lyon en 1628-1629 où il revoit Horace Le Blanc et le sculpteur Jacques Sarrazin qu'il avait rencontré à Rome, et devient le principal assistant de Simon Vouet qui l'y avait précédé en 1627. Il retourne à Rome de 1634 ou 1635 à 1645 où il s'adonne aussi au commerce d'objets d'art. Il retourne à Paris avec un nouveau passage à Lyon, et reçoit un brevet de « peintre du roi ».

### Carrière artistique

#### Début de carrière lyonnaise et parisienne
De retour en France, il travaille à Lyon en 1629 sous la direction d'Horace Le Blanc et Jacques Sarrazin au décor de la Chartreuse, en particulier dans le petit cloître les fresques représentant la vie de saint Bruno, (ces fresques ont aujourd'hui disparu). Il reste un tableau de Perrier dans le chœur de l'église : Saint Anthelme ressuscitant un mort.
Au début de 1630, il rejoint Paris où il est chef assistant de Simon Vouet. Il travaille avec lui à de nombreux chantiers dont celui du château de Chilly pour Antoine Coëffier de Ruzé, marquis d'Effiat où il peint une Apothéose de saint Antoine pour le plafond de la chapelle,. Il forme lui-même des élèves, dont Charles Le Brun et Charles-Alphonse Du Fresnoy. Il pratique l'estampe et essaie d'y introduire la couleur avec Le Temps coupe les ailes de l'Amour (vers 1633-1634).

#### Séjour prolongé à Rome
À la fin de 1634 ou au début de 1635, il retourne à Rome et demeure dix ans en Italie. Il devient peintre indépendant, à la fois à l'huile et a fresco, et travaille pour les familles Spada, d'Este, Peretti. Le cardinal Bernardino Spada lui passe commande en 1642 de La Forge de Vulcain ; il décore en collaboration avec Giovanni Francesco Grimaldi les plafonds de la galerie du palais Peretti-Almagia sur le Corso, ainsi que les palais Sacchetti et Giustiniani. Il peint à Tivoli un cycle de fresques consacré à la vie de saint Dominique dans le couvent de San Biagio. Il est également actif dans le commerce de l'art.

#### Retour en France
À la fin de 1645 ou au début de 1646, il est de retour à Paris, où il est un peintre recherché. Il reçoit de nombreuses commandes pour des autels, à Paris (une Crucifixion vers 1645 pour le maître-autel de l’église parisienne Sainte-Geneviève des Ardens, détruite en 1747) et à Lyon, des peintures de cabinet ou de plus vastes décorations. Il réalise ainsi la décoration de la seconde chambre des enquêtes du parlement de Paris, et celle du château du Raincy pour Jacques Bordier. Il peint la voûte de la Galerie dorée de l'hôtel de La Vrillière, l'actuelle Banque de France, où il représente des sujets mythologiques : Le Triomphe d’Apollon ; L’Aurore ; La Nuit ; Junon et Éole ; Neptune et Amphitrite ; Jupiter et Sémélé ; Pluton et Proserpine. L’œuvre originale n’existe plus : lors de la restauration de la galerie de 1865 à 1869, les peintures de Perrier, en mauvais état, sont remplacées par des copies exécutées par les peintres Paul et Raymond Balze et les frères Denuelle. Il décore également le cabinet des Muses de l'hôtel Lambert, aux côtés d’Eustache Le Sueur. Il adhère alors avec ce dernier au courant atticiste conçu comme une réaction au baroque et au ténébrisme avec retour aux formes classiques et à la couleur. Surtout absorbé par ses grands décors, il a laissé peu de tableaux de cette époque ; on peut citer Les Adieux de saint Pierre et saint Paul au musée des Beaux-Arts de Rennes, Hercule et Omphale au MNHA Luxembourg et deux tableaux du Louvre : Énée et ses compagnons combattant les Harpies, Acis et Galathée se dérobant au regard de Polyphème.
Il participe, en 1648, à la fondation de l'Académie royale de peinture et de sculpture, dont il est l'un des douze membres. Il est aussi membre de l'Académie de Saint-Luc à Paris, où il professait.

## Œuvre

### Tableaux
Les tableaux de Perrier sont appréciés en Europe. Orphée devant Pluton et Proserpine a fait partie des collections du roi de France Louis XIV ainsi que l´Acis et Galatée se dérobant au regard de Polyphème, offert au roi par Le Nôtre. Vénus vient prier Neptune d’être favorable à Enée faisait partie des collections de peintures des princes de Salm confisquées lors de la Révolution française et conservées au musée départemental d'Art ancien et contemporain d'Épinal. Le Triomphe de Neptune ou l'apothéose du Dauphin, tableau d'apparat, se trouvait dans le cabinet de curiosités de Joseph Dorat, seigneur de Noisy-le-Grand et sieur de la Barre.
Dans Moïse fait jaillir l'eau du rocher et L'Adoration du veau d'or, conservés à la Pinacothèque capitoline à Rome, l'artiste réélabore la leçon des plus grands maîtres de son temps, notamment Pierre de Cortone et Nicolas Poussin, en animant deux toiles monumentales où la complexité de la construction s'accompagne d'une recherche chromatique raffinée.

### Œuvres datées
- La Mort de Cicéron, 1635 : un des quatre dessus-de-porte peints pour la quinta stanza grande du palais Giustiniani à Rome, château de Bad Homburg[16].
- Olinde et Sophronie sur le bûcher, vers 1640, huile sur toile, 240 × 321 cm, musée des Beaux-Arts de Reims[17],[18].
- Moïse fait jaillir l'eau du rocher, vers 1641-1642, huile sur toile, 142 × 222 cm, Rome, Pinacothèque capitoline, Inv. PC 245[15].
- L'Adoration du veau d'or, vers 1641-1642, huile sur toile, 142 × 220 cm, Rome, Pinacothèque capitoline, Inv. PC 57[15].
- La Forge de Vulcain, commande en 1642, huile sur panneau, 114,5 × 115,7 cm, Musée des beaux-arts de Montréal[19],[8].
- Enée et ses compagnons combattant les Harpies, 1645-1646, pour l'hôtel Lambert), Paris, musée du Louvre[20].
- Les Adieux de saint Pierre et de saint Paul, 1647-1650, musée des Beaux-Arts de Rennes[21],[22].
- Orphée devant Pluton et Proserpine, 1647-1650, Paris, musée du Louvre[23],[24].
- Palazzo Fiano al Corso, ou Peretti-Almagia, ou Peretti-Ottoboni-Almagia. Fresques du plafond d’un grand salon, aujourd’hui salon de représentation (en collaboration avec Giovanni Francesco Grimaldi, né à Bologne) dans des locaux d’entreprise. Visite demandée, sans suite. Voici la description selon le groupe de communication Hdrà (se lit en italien Acadra, ce qui veut dire cela arrivera), occupant des locaux : De Perrier sont les scènes mythologiques avec la naissance de Vénus, Cérès devant Jupiter, Cupidon endormi avec putti, Cupidon les yeux bandés. Le maître italien s’est consacré, au contraire, à la réalisation de paysages comme le paysage fluvial romain, copie d’un tableau d’Annibale Carraci et la reproduction de tempêtes marines. Deux personnages insolites de nains épient depuis la voûte du plafond, probablement des autoportraits ironiques des artistes eux-mêmes (Ad opera di Perrier sono le scene mitologiche come la nascita di Venere, Cerere davanti a Giove, Cupido dormiente con putti, Cupido bendato. Il maestro italiano si dedica, invece, alla realizzazione dei paesaggi come quello fluviale romano, copia di un dipinto di Annibale Carracci e alla riproduzione di tempeste marine. Due insolite figure di nani fanno capolino della volta del soffitto, probabilmente gli autoritratti ironici degli artisti stessi.). Une photographie partielle du plafond est visible sur le site internet du groupe (Grupo Hdrà, CHE/ACCADRÀ, Guarda la galleria, deuxième photo).
- Palazzo Spada – Galleria Spada. Sala II : Frise du mur où sont ouvertes deux fenêtres : tableau reproduisant la fresque originale de Perin del Vaga avec des allégories et les armories des Spada (1636).

### Dates non documentées
- La Peste d'Athènes, musée des Beaux-Arts de Dijon[25].
- Le Sacrifice d'Iphigénie, musée des Beaux-Arts de Dijon[26].
- Vénus vient prier Neptune d’être favorable à Enée, Musée départemental d'Art ancien et contemporain d'Épinal.
- Acis et Galatée se dérobant au regard de Polyphème, Paris, musée du Louvre[27], réplique musée des Beaux-Arts de Carcassonne[28]
- L'Adoration du veau d'or, Rome, musées du Capitole.

Œuvres de François Perrier
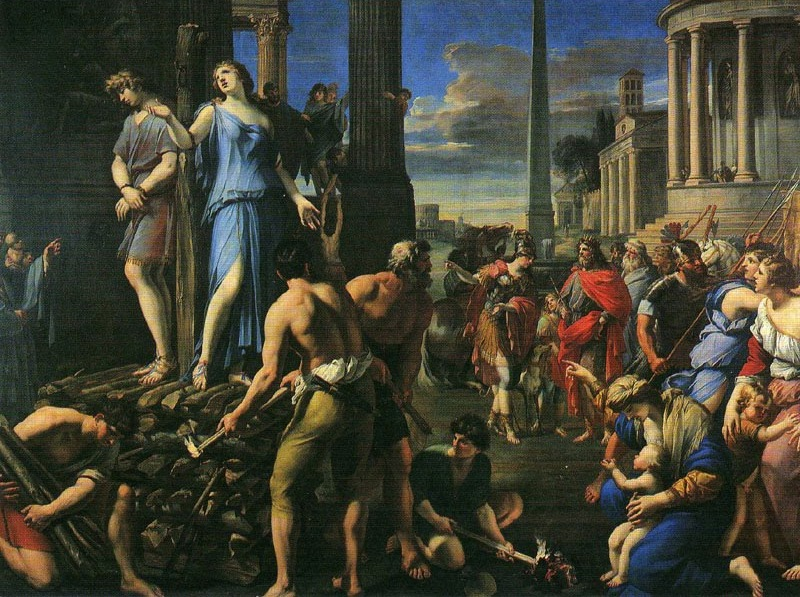
Olinde et Sophronie sur le bûcher (vers 1640), musée des Beaux-Arts de Reims.
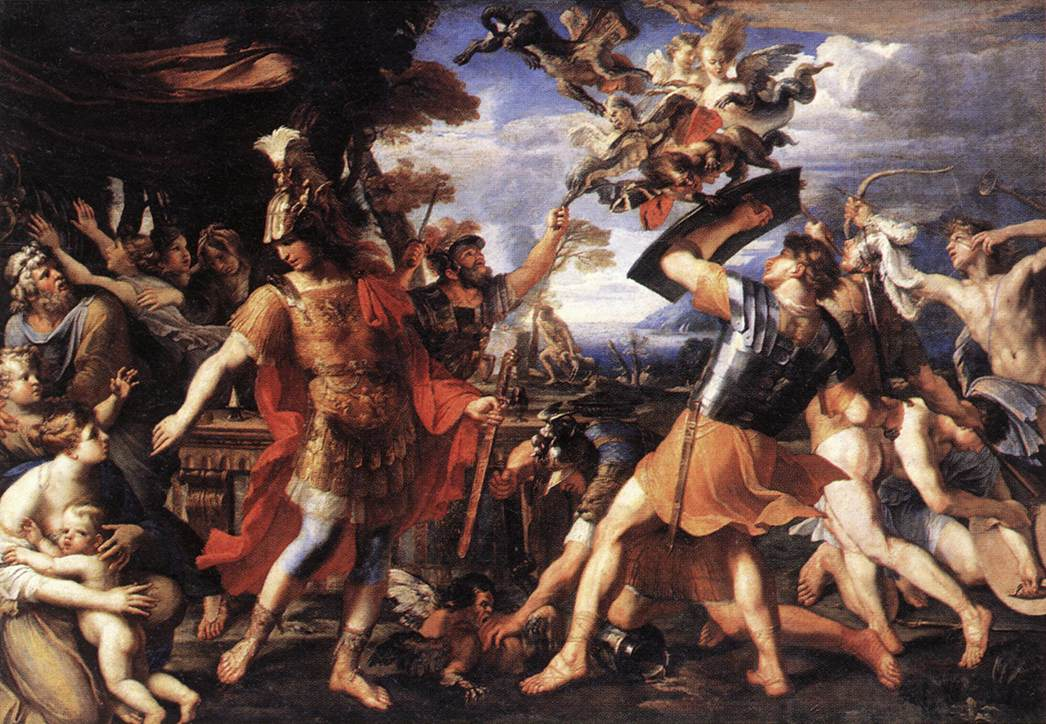
Enée et ses compagnons combattant les Harpies (1645-1646), Paris, musée du Louvre.
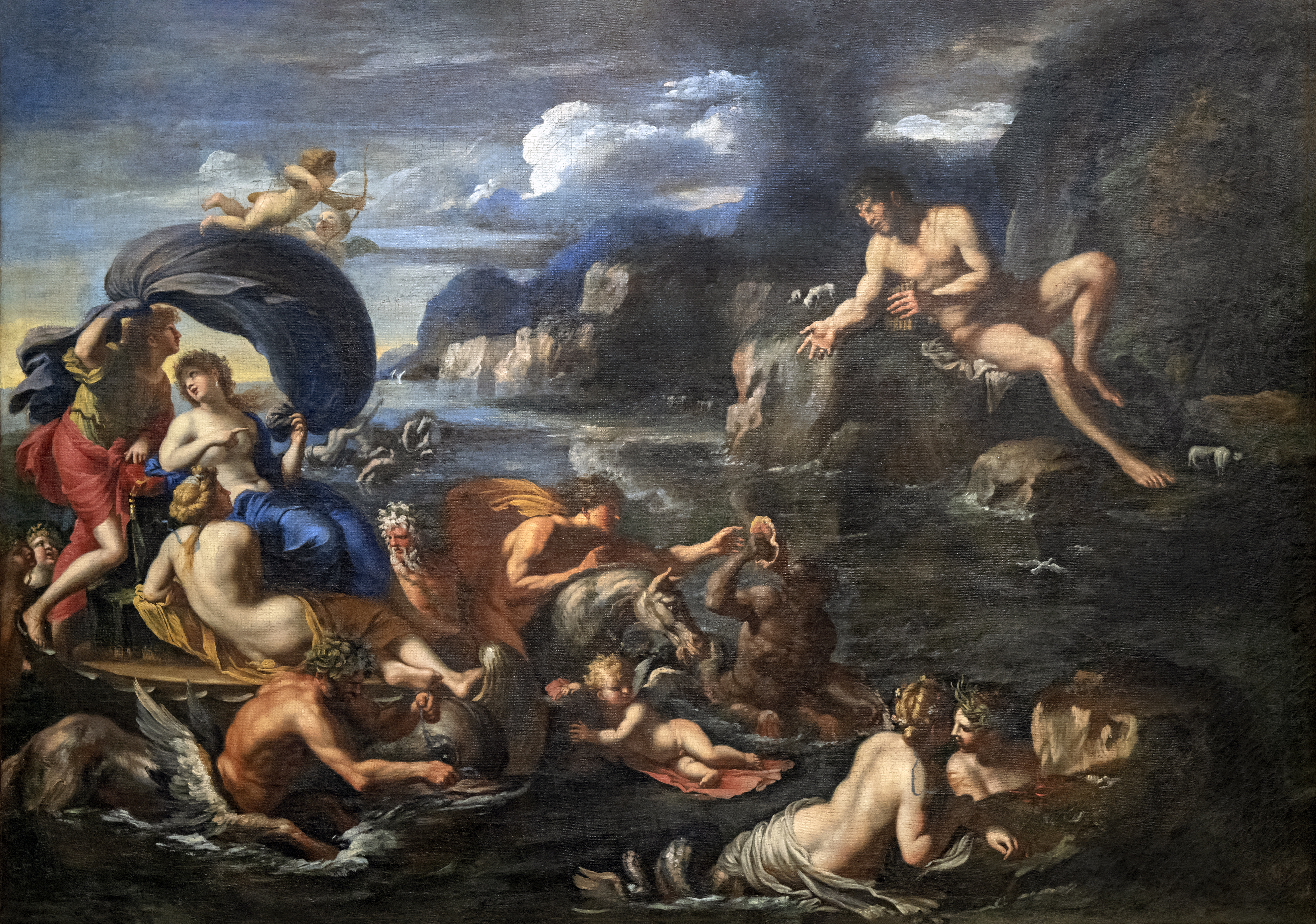
Acis et Galathée se dérobant au regard de Polyphème, musée des Beaux-Arts de Carcassonne.
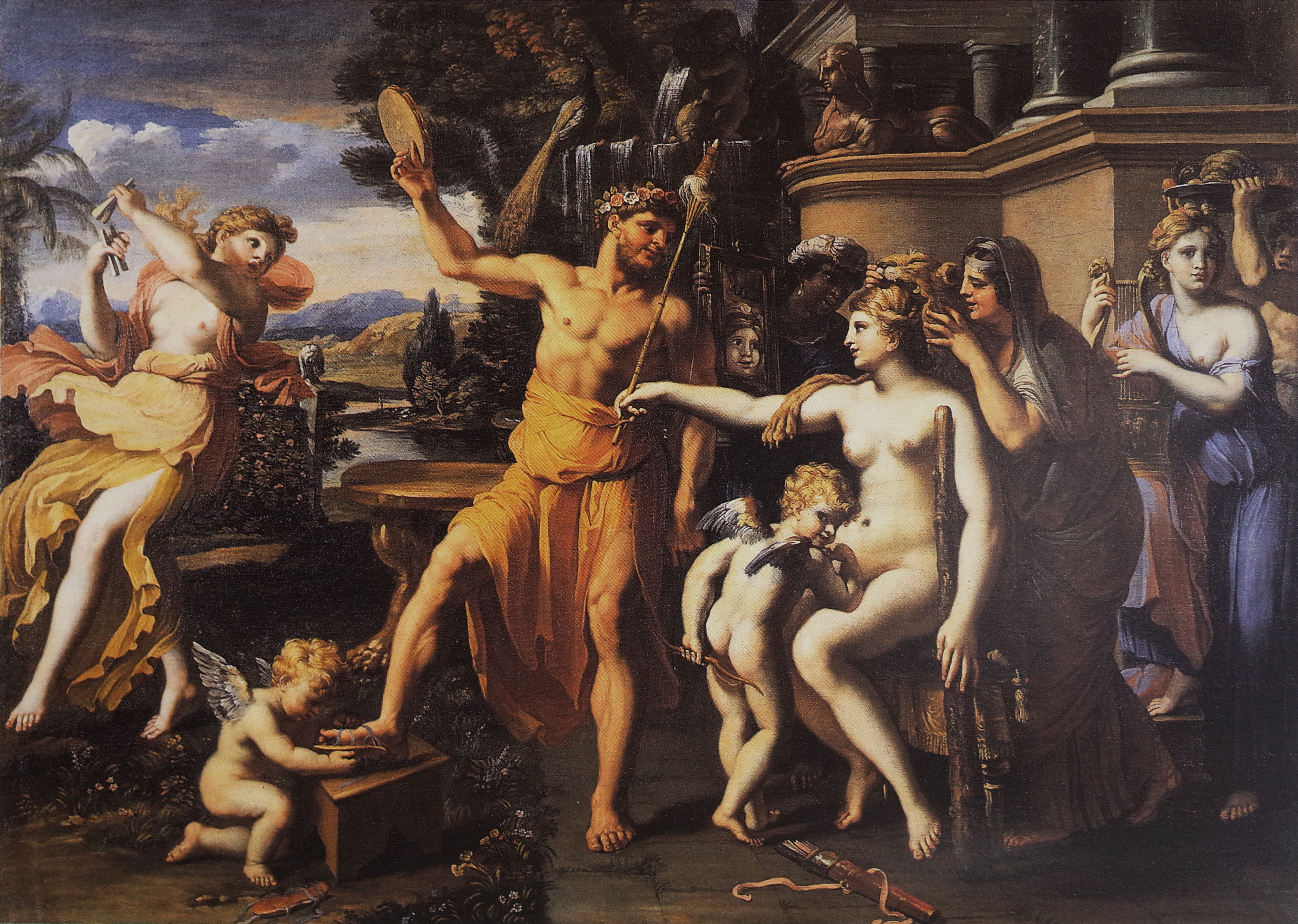
Hercule et Omphale, MNHA Luxembourg.
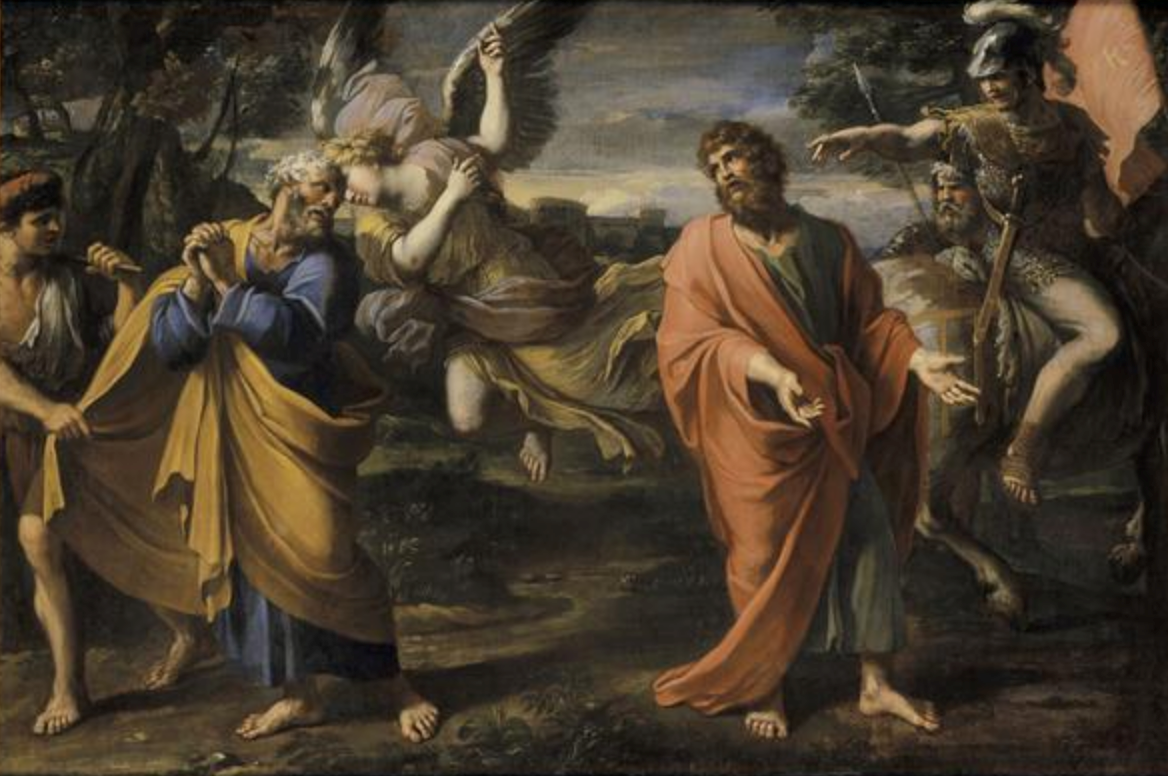
Les Adieux de saint Pierre et saint Paul, Musée des Beaux-Arts de Rennes.

### Gravure

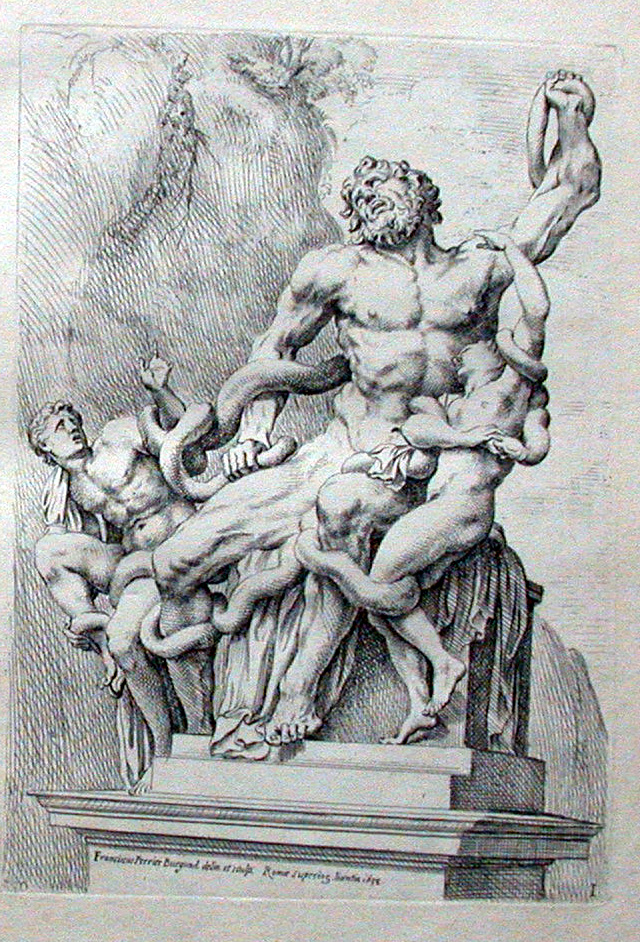
Groupe du Laocoon gravé au début des Segmenta Nobilium Signorum et Statuarum (1638).

En 1638, François Perrier publie un recueil de cent planches à l'eau-forte, Segmenta Nobilium Signorum et Statuarum…, figurant les statues de Rome puis, en 1645, Icones et segmenta… quae Romae adhuc extant…, recueil de 55 planches reproduisant des bas-reliefs romains. Les commentaires de ce deuxième ouvrage sont écrits par Giovanni Bellori. Ces deux recueils de gravures, qui représentent les sculptures antiques que l'on pouvait voir à Rome au début du XVIIe siècle dans les palais et chez les collectionneurs, sont d'une importance fondamentale pour l'histoire de l'art gréco-romain ; ils ont servi de répertoires visuels des modèles classiques pour plusieurs générations d'artistes et d'amateurs européens. Perrier est cité à ce titre en 1662 dans le Het Gulden Cabinet de Cornelis de Bie. Ses estampes sont signées « Franciscus Perrier Burg. (ou Burgund.) », c’est-à-dire Burgundus : le Bourguignon.
Il publie aussi des eaux-fortes d'après les fresques de Raphaël à la villa Farnesina.

### Dessins
- Moïse et Aaron faisant tomber la grêle sur l'Égypte, pierre noire, plume, encre brune, lavis brun et d'encre de Chine avec rehauts de blanc sur papier crème, 18,4 × 27,5 cm[33]. Paris, Beaux-Arts de Paris. Ce dessin est une illustration scrupuleuse du chapitre IX de l'Exode (versets 23 à 25) et date des années 1640-1645. Il n'est pas mis au carreau et sa facture est très synthétique[34].

## Élèves
- Charles-Alphonse Du Fresnoy (1611-1668).
- Charles Le Brun (1619-1690), vers 1632.